# Landing Craft Air Cushion
Il Landing Craft Air Cushion, hull classification symbol (simbolo di classificazione di scafo) LCAC, è un mezzo da sbarco realizzato dalla statunitense Bell Aerospace Textron, la quale ha vinto contro la Aerojet-General, che gli oppose il JEFF(A) in un ciclo di sperimentazione di 5 anni.

## Descrizione
Questo veicolo ha 2 grandi eliche intubate, che danno un'elevata velocità in azioni di combattimento sotto il fuoco nemico, e 4 ventole di sollevamento che gonfiano la ‘gonna’ o cuscino inferiore che viene sostituita ogni 2/300 ore di 'volo'.
Il cuscino, suddiviso in centinaia di dita, è in gomma vulcanizzata rinforzata da nylon posto al suo interno, il tutto al prezzo di 500.000$.
Per provvedere alla sua manutenzione si adoperano fino a 15 meccanici con a disposizione una dozzina di giorni. La struttura è molto diversa da quella della LACV-30, un modello tutto sommato più logistico che da assalto. Il LCAC ha una motorizzazione molto potente, e poste su ciascun lato del ponte di carico vi sono 2 turbine con gli scarichi dei gas e gli alberi di trasmissione per l'elica propulsiva, che ha inglobata nella struttura intubata anche i timoni di direzione.

## Plancia di comando
La plancia è a sinistra, al cui interno ci sono tre seggiolini anteriori e altrettanti posteriori, riservati a possibili passeggeri.
Il manovratore (il pilota) siede a destra, il motorista al centro, a sinistra il navigatore.
LCAC ha a disposizione un radar di navigazione, sistemato sopra il tetto, e un albero per la radio e le luci di navigazione.

## Capacità di carico
Imbarcabili dalla rampa prodiera, carichi voluminosi sono trasportati sul ponte di carico centrale, capace di portare anche i mezzi più pesanti dei Marines o dell'US Army, come un carro armato M1 Abrams o un M60 Patton e 5 jeep, una batteria completa di 6 obici da 105 mm oppure 180 soldati equipaggiati. Tutto questo è possibile, lanciando i veicoli da oltre l'orizzonte visivo, mentre nelle operazioni da sbarco normali le navi principali sono costrette ad esporsi ad ogni sorta di pericoli navigando vicine alla costa, a causa della lentezza delle chiatte utilizzate come mezzi da sbarco per materiali pesanti. Trasportate dalle LPD o LHA, queste unità possono invece arrivare apparendo all'orizzonte e raggiungere le coste in pochi minuti, superando i campi minati e gli ostacoli naturali di ogni sorta. Inoltre, grazie alla mobilità insita nel concetto di una nave senza pescaggio come la hovecraft, la percentuale di coste assaltabili è stata incrementata dal 15 al 70% .

## Esemplari
Almeno 90 LCAC sono stati ordinati dalla US Navy, principalmente per l'impiego da parte dei Marines.

## Principali Utilizzatori
Giappone

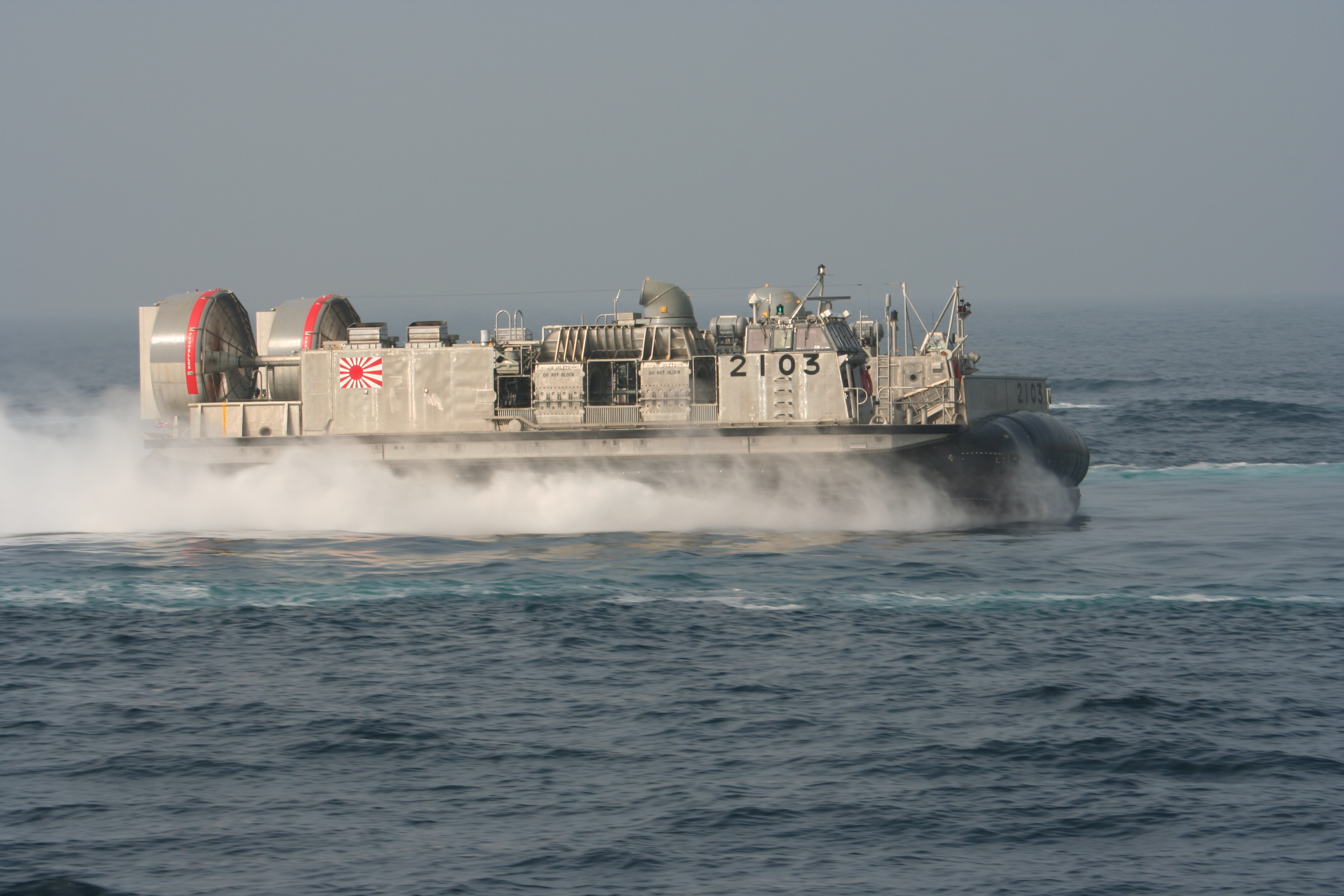
LCAC della Forza marittima di autodifesa giapponese.

- Forza marittima di autodifesa giapponese

 Stati Uniti
- US Navy

 Russia
- Classe Pomornik